# Genocide Shrines
Genocide Shrines — шри-ланкийская блэк-дэт-метал-группа из Коломбо, основанная в 2011 году.

## История
Группа была основана в 2011 году в столице Шри-Ланки — Коломбо. В 2012 году вышло EP Devanation Monumentemples. В 2014 году вышел сплит с шри-ланкийской группой Manifestator под названием Mahabharat Terror Attack. Дебютный студийный альбом Manipura Imperial Deathevokovil: Scriptures of Reversed Puraana Dharmurder вышел 22 мая 2015 года на лейблах Vault of Dried Bones и Iron Bonehead Productions. Летом 2016 года Genocide Shrines должны были отправиться в тур по Европе, в том числе принять участие на фестивалях Under the Black Sun и Chaos Descends, однако за несколько недель до начала тура он был отменён по причине того, что музыкантам отказали в визе.
В июле 2019 года на лейблах Cyclopean Eye Productions и Dark Descent Records вышел сплит Scorn Coalescence, в котором приняли участие Heresiarch, Serpents Athirst, Genocide Shrines и Trepanation.

## Дискография
- Devanation Monumentemples (2012, EP)
- Mahabharat Terror Attack (2014, сплит с Manifestator)
- Manipura Imperial Deathevokovil: Scriptures of Reversed Puraana Dharmurder (2015)
- Live at Subliminal Communications 2016 (2018, концертный альбом)
- Ceylonese Terror Attack (2018, концертный альбом)
- Scorn Coalescence (2019, сплит с Heresiarch, Serpents Athirst и Trepanation)

## Состав
- Tridenterrorcult — вокал (с 2011)
- NarkotikPerversor — гитара (с 2011)
- BlasphemousWarGoat — ударные (с 2011)
- Khaoshiva — бас-гитара (с 2011)
- Naga Yakka — гитара